# Steppenfalke
Der Steppenfalke (Falco rupicoloides) ist ein in Afrika beheimateter, dem Turmfalken ähnlicher Vogel aus der Familie der Falkenartigen (Falconidae). Es werden drei Unterarten unterschieden.

## Name
Der deutsche Name „Steppenfalke“ ist ein Hinweis auf den Lebensraum dieser Art. Seinen wissenschaftlichen Namen (Falco rupicoloides), sowie eine 
Namensvariante im Englischen (White-eyed Kestrel, neben dem gebräuchlicheren 
Greater Kestrel) verdankt der Steppenfalke seiner – im Gegensatz zu allen anderen Falken – weißlichen Iris.

## Verbreitung
Der Steppenfalke besiedelt offene Ebenen oder Halbwüsten mit Akazienbestand im südlichen Afrika in Höhen von bis zu 2100 m.
Es werden drei Unterarten unterschieden, die räumlich deutlich getrennte Areale bewohnen:
- Falco rupicoloides rupicoloides ist die Nominatform; sie ist im südlichen Afrika von Nord-Transvaal bis Namibia, Angola und Sambia verbreitet. Das Foto oben rechts entstand im Etosha-Nationalpark in Namibia.
- F. r. arthuri – Verbreitung: Tansania und Kenia
- F. r. fieldi – Verbreitung: Somalia und Äthiopien

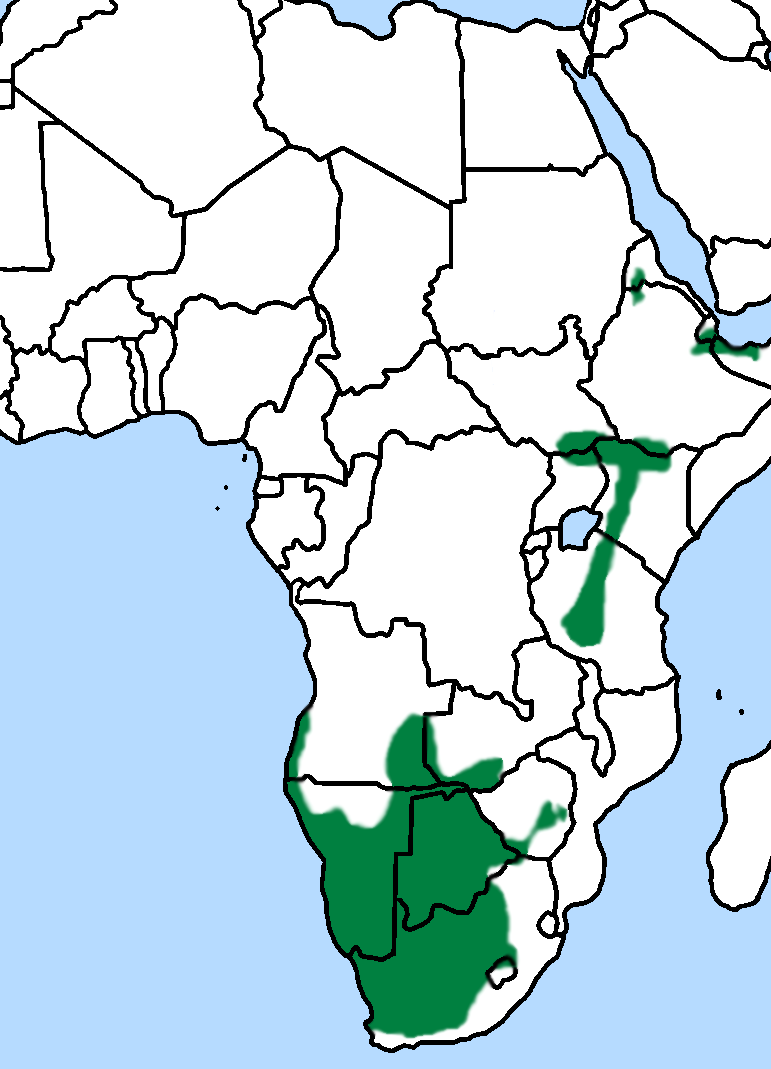
Verbreitung des Steppenfalken

## Erscheinungsbild
Bei einer Körperlänge von 36–40 cm hat der Steppenfalke eine Flügellänge von 25,9 bis 29,0 cm (Männchen) bzw. 26,5 bis 29,4 cm (Weibchen). Sein Gewicht beträgt etwa 250 (Männchen) bzw. 300 Gramm (Weibchen).
Kopf und Nacken zeigen schwarze Längsstreifen auf blass rostfarbenem Grund; Rücken und Schultern sind ebenfalls rostbraun und mit kräftigen schwarzen Querbalken gemustert. Der Schwanz ist schieferfarben bis schwarz und quergebändert, das Unterbauchgefieder beige. Die Iris der Augen ist weiß, der Schnabel ist blaugrau. Die Wachshaut und die Beine sind gelb.

## Jagdweise und Nahrung
Der Steppenfalke erbeutet vor allem Insekten, seltener kleine Säugetiere, Vögel und Reptilien (auch Schlangen) am Boden. Um sie zu erspähen, verbringt er einzeln oder paarweise einen großen Teil seiner Zeit auf Ansitzen in Baumwipfeln oder auf Telegrafenmasten („Ansitzjagd“). Sehr viel seltener als der Turmfalke rüttelt er über den weiten Ebenen seines Jagdhabitats, um bei Sichtung eines Beutetieres schnell hinabzustoßen.

## Fortpflanzung
Gebrütet wird in den verlassenen Nestern anderer Vögel, meist im Nest eines Kapraben oder einer Krähe, selten auch in Baumhöhlen. Ein Gelege besteht in der Regel aus drei bis vier Eiern, die Brutzeit beträgt 32–33 Tage, die Nestlingszeit (die Zeit vom Schlüpfen bis zum Flüggewerden der Jungen) 30–34 Tage. Während der Brutzeit jagt das Männchen allein.